# Hudkeshwar bk.
Hudkeshwar bk. es una ciudad censal situada en el distrito de Nagpur en el estado de Maharashtra (India). Su población es de 24499 habitantes (2011). Se encuentra a 12 km de Nagpur.

## Demografía
Según el censo de 2011 la población de Hudkeshwar bk. era de 24499 habitantes, de los cuales 12543 eran hombres y 11956 eran mujeres. Hudkeshwar bk. tiene una tasa media de alfabetización del 93,94%, superior a la media estatal del 82,34%: la alfabetización masculina es del 96,27%, y la alfabetización femenina del 91,48%.